# Lotnisko Norderney
Port lotniczy Norderney (IATA: NRD, ICAO: EDWY) – port lotniczy położony na wyspie Norderney, w kraju związkowym Dolna Saksonia, w Niemczech.